# Fiandra degli Stati
La Fiandra degli Stati (in olandese Staats-Vlaanderen) è stata un territorio delle generalità della Repubblica delle Sette Province Unite, ceduto dai Paesi Bassi meridionali, insieme al Brabante degli Stati in seguito alla Pace di Vestfalia. Al contrario delle province, che avevano un proprio statolder e dei deputati agli Stati Generali, le generalità non avevano nessuna rappresentanza ma erano amministrati direttamente dagli stessi Stati Generali.
Il territorio della generalità corrispondeva alla zona del confine tra Belgio e Paesi Bassi e più in particolare tra le Fiandre e la Zelanda, staccata dalla Contea delle Fiandre. Il territorio di Axel, così come le fortezze di Lillo, Frederik Hendrik, Liefkenshoek, Kruisschans erano inclusi nella generalità ma godevano di uno status particolare.
La Fiandra degli Stati continuò ad esistere fino al 1795, quando con la rivoluzione batava la Repubblica delle Sette Province Unite cedette il territorio alla Francia che riunì così le Fiandre. Con il congresso di Vienna il territorio entrò a far parte del nuovo Regno Unito dei Paesi Bassi, ed è attualmente noto come Fiandre zelandesi.